# 新栃木站
新栃木站（日语：／ Shin-tochigi eki */?）位於日本栃木縣栃木市平柳町，是屬於東武鐵道的鐵路車站。車站編號是TN 12。
此站有日光線與宇都宮線停靠。宇都宮線以此站為起點。

## 历史
- 1929年（昭和4年）4月1日 - 東武日光線開通，本站開業。
- 1931年（昭和6年）8月11日 - 東武宇都宮線開業。
- 1974年（昭和49年）7月23日 - 特急開始停靠本站。
- 1985年（昭和60年）8月19日 - 特急停車班次增加。
- 2001年（平成13年）3月28日 - 特急停車站從本站改為可與JR轉乘的栃木站。特急除部分班次外全部不停本站。
- 2005年（平成17年）7月 - 淺草至本站的急行「霧降號列車」241號開始在週五運行。
- 2006年（平成18年）3月18日 - 改點。開始運行從本站起訖的「華嚴號列車」（早晨上行200號、夜間下行239號）。本站起訖的準急更名為區間急行，列車班次減少。淺草方向的列車除了特急、快速、新設的區間快速外，班次大幅減少。

- 2007年（平成19年）
  - 3月18日 - IC卡「PASMO」啟用。
  - 10月31日 - 東武宇都宮線導入單人運行。
- 2009年（平成21年）6月6日 - 改點。區間急行的運行區間改至本站起訖。

- 2012年（平成24年）3月17日 - 導入車站編號TN-12。
- 2013年（平成25年）3月16日 - 改點。本站起訖的區間急行剩1往返。
- 2017年（平成29年）4月21日 - 改點。本站起訖的「Revaty華嚴」（早晨上行208號、夜間下行257號）開始運行。快速、區間快速與淺草站 - 本站間的區間急行廢止。往南栗橋站以南的普通列車廢止。

## 車站結構
本站為單式月台1面1線和島式月台1面2線的地上車站。設有對應PASMO的驗票閘門。站房位於線路西側，有天橋通往島式月台。
本站北側為南栗橋車輛管區新栃木出張所，月台東側有側線。
| 月台 | 路線     | 方向 | 目的地                                                                                    |
| ---- | -------- | ---- | ----------------------------------------------------------------------------------------- |
| 1    | 日光線   | 下行 | 下今市、東武日光、 鬼怒川線 鬼怒川溫泉方向                                                |
| 1    | 宇都宮線 | -    | 東武宇都宮方向                                                                            |
| 2・3 | 日光線   | 上行 | 栃木、東武動物公園、 東武晴空塔線 北千住、東京晴空塔、淺草方向 （包括宇都宮線出發的列車） |
| 2・3 | 日光線   | 下行 | 下今市、東武日光、 鬼怒川線 鬼怒川溫泉方向                                                |
| 2・3 | 宇都宮線 | -    | 東武宇都宮方向                                                                            |

- 上述路線名使用旅客資訊上的名稱（「東武晴空塔線」為愛稱）。
- 上行列車不在1號線發車。
- 急行、區間急行的下行列車在1號線發車、上行列車在2號線發車。特急通過時，下行使用1號線，上行使用2號線。

## 運行狀況
本站是日光線與宇都宮線的分岐站，南栗橋站起迄的急行、區間急行也停靠本車，因此本站是重要的運輸車站。
特急「華嚴」「鬼怒」除了2006年3月18日新設的早晨本站始發與深夜本站終庭的「華嚴」以外全部不停本站。以前東武日光站、鬼怒川溫泉站等起訖的「華嚴」、「鬼怒」有部分停靠本站，但已在2001年3月28日改停可轉乘東日本旅客鐵道（JR東日本）兩毛線的栃木站。
白天時段，南栗橋站 - 本站間的普通列車與栃木站 - 東武宇都宮站間的宇都宮線列車每小時各2班，本站（部分從栃木站或南栗橋站） - 新鹿沼站方向的普通列車每小時1班。
2006年3月18日改點後，淺草站 - 本站（部分至東武日光）間運行的準急更名為區間急行，運行時間縮短為早晨與傍晚時段，取而代之的是每小時兩班的栗橋站 - 本站普通列車，可與南栗橋站起訖的半藏門線、東急田園都市線直通急行接續。同時一小時1班的快速大半降格為區間快速，停靠日光線全線（東武動物公園站以北）全部車站。2009年6月6日改點後，區間急行的運行區間縮短至本站以南。
2011年，因東日本大地震實施夏季節電班表，平日白天南栗橋站 - 本站間1小時剩2班，部分列車從6輛編組改為4輛編組（本站起訖的普通列車每小時從2班變1班，區間快速照常）。9月節電班表結束後，平日白天時段維持每小時兩班至2012年5月22日為止。
2013年3月16日改點，區間快速的各站停車區間改為新大平下站以北，班距2小時，減班的部分改成本站（部分為栃木站） - 東武日光站或鬼怒川溫泉方向的普通列車。同時南栗橋站 - 本站間的普通列車改為4輛編組。本站起訖的區間急行改為6050系1日1往返（5時00分發、0時14分到），不再使用通勤車。
2017年4月21日改點，本站起訖的區間急行與快速、區間快速廢除，特急以外的車種要往南栗橋以南（淺草方向）需在南栗橋站轉乘。

## 使用情況
2017年度一日平均上下車人次為4,017人。1990年代後半開始減少，2006年度跌破4000人，近年開始回升，2017年度再次重回4000人大關。
近年1日平均上下、上車人次的推移如下表。
| 年度               | 一日平均 上下車人次 | 一日平均上車人次 | 一日平均上車人次 |
| 年度               | 一日平均 上下車人次 | 日光線           | 宇都宮線         |
| ------------------ | ------------------- | ---------------- | ---------------- |
| 1998年（平成10年） | 4,987               |                  |                  |
| 1999年（平成11年） | 4,870               |                  |                  |
| 2000年（平成12年） | 4,771               |                  |                  |
| 2001年（平成13年） | 4,183               |                  |                  |
| 2002年（平成14年） | 4,043               |                  |                  |
| 2003年（平成15年） | 4,081               |                  |                  |
| 2004年（平成16年） | 4,119               |                  |                  |
| 2005年（平成17年） | 4,121               |                  |                  |
| 2006年（平成18年） | 3,895               |                  |                  |
| 2007年（平成19年） | 3,817               |                  |                  |
| 2008年（平成20年） | 3,757               | 1,192            | 711              |
| 2009年（平成21年） | 3,525               | 1,121            | 654              |
| 2010年（平成22年） | 3,492               | 1,131            | 624              |
| 2011年（平成23年） | 3,519               | 1,080            | 675              |
| 2012年（平成24年） | 3,743               | 1,145            | 712              |
| 2013年（平成25年） | 3,842               | 1,083            | 677              |
| 2014年（平成26年） | 3,781               |                  |                  |
| 2015年（平成27年） | 3,853               |                  |                  |
| 2016年（平成28年） | 3,938               |                  |                  |
| 2017年（平成29年） | 4,017               |                  |                  |

## 車站周邊
車站周邊是栃木市市區的北部，基本上是新興住宅區。
- 栃木郵便局（日语：栃木郵便局）
- 栃木市消防本部（日语：栃木市消防本部）（栃木市消防署）
- Yaohan（日语：ヤオハン (栃木市)） Plaza aim
- 足利銀行新栃木支店
- Marronnier醫療福祉專門學校
- 新栃木社區會館

## 巴士路線

### 西口
| 乘車處     | 系統             | 主要行經地                                                                | 目的地               | 運行業者     |
| ---------- | ---------------- | ------------------------------------------------------------------------- | -------------------- | ------------ |
| 新栃木站前 | 市街地循環線     | （東回）嘉右衛門町、栃木市役所、下都賀醫院、醫師會醫院                    | 栃木站（循環）       | 栃木市營巴士 |
| 新栃木站前 | 市街地循環線     | （西回）市民會館、本町郵便局、栃木文化會館、醫師會醫院                    | 栃木站（循環）       | 栃木市營巴士 |
| 新栃木站前 | 市街地北部循環線 | （東回）永旺、栃木警察署、綜合運動公園、十二社、法務局                    | 栃木站（循環）       | 栃木市營巴士 |
| 新栃木站前 | 市街地北部循環線 | （西回）舊福田屋百貨店                                                    | 栃木站（循環）       | 栃木市營巴士 |
| 新栃木站前 | 真名子線         | 舊福田屋百貨店、下都賀醫院、栃木女子高、栃木商業高                        | 栃木站               | 栃木市營巴士 |
| 新栃木站前 | 真名子線         | 赤津郵便局、真名子介護保險事業所、水木集落中心 、道之驛西方、西方綜合支所 | 東武金崎站           | 栃木市營巴士 |
| 新栃木站前 | 真名子線         | 赤津郵便局、水木集落中心                                                  | 真名子介護保險事業所 | 栃木市營巴士 |
| 新栃木站前 | 金崎線           | 舊福田屋百貨店、下都賀醫院                                                | 栃木站               | 栃木市營巴士 |
| 新栃木站前 | 金崎線           | 合戰場郵便局、都賀綜合支所、家中站、東武金崎站、西方綜合支所              | 道之驛西方           | 栃木市營巴士 |

### 東口
| 乘車處       | 系統       | 主要行經地                                       | 目的地     | 運行業者     |
| ------------ | ---------- | ------------------------------------------------ | ---------- | ------------ |
| 新栃木站東口 | 大宮國府線 | 舊福田屋百貨店、下都賀醫院                       | 栃木站     | 栃木市營巴士 |
| 新栃木站東口 | 大宮國府線 | 野州平川站、保健福祉中心、大宮公民館、野州大塚站 | 國府公民館 | 栃木市營巴士 |

## 相鄰車站
東武鐵道
 日光線
- ■特急「華嚴」、■特急「Revaty華嚴」部分起迄站

■急行
栃木（TN 11）－新栃木（TN 12）－新鹿沼（TN 18）
■區間急行、■普通
栃木（TN 11）－新栃木（TN 12）－合戰場（TN 13）
 宇都宮線
- ■特急「下野」 停車站

■普通
栃木（TN 11）－新栃木（TN 12）－野州平川（TN 31）

## 關連項目
- 日本鐵路車站列表

## 外部連結
- 新栃木（車站資訊） - 東武鐵道